# 一木美名子
一木美名子（日语：／ Ichiki Minako，1970年6月22日—），日本女性配音員。大澤事務所所屬。出身於東京都。
除了從事配音之外，經常和同事務所的演員田窪一世參加舞台活動。

## 演出

### 電視動畫
1998年
- 玲音（手）

2000年
- 犬夜叉（妻）
- GREGORY HORROR SHOW（日语：GREGORY HORROR SHOW）（凱莎琳）
- NieA_7（日语：NieA_7）（豆腐店大嬸、茅崎麻由子的母親）

2001年
- HELLSING（女隊員）

2003年
- 奇諾之旅 -the Beautiful World-（村人B）
- 聖槍修女（孫）

2004年
- 薔薇少女（主婦）

2005年
- BLOOD+（布雷德）

2006年
- ARIA The NATURAL（茜的母親）
- Ghost Hunt（吉見裕惠）
- 校園迷糊大王 二學期（周防美琴的母親）

2007年
- DARKER THAN BLACK -黑之契約者-（教師）
- 奔向地球（布朗航海長）
- 地球防衛少年（校長）
- Myself ; Yourself（校長）

### 電影動畫
- 明天也要精神百倍！ ～一半的甘薯～（2005年，農家主婦）
- 蠟筆小新：大對決！機器人爸爸的反擊（2014年，小女鹿蘭蘭）

### OVA
- HELLSING（2006年，北春日部老人會）

### 遊戲
1999年
- 莎木 一章 橫須賀（櫻木夏美）

2001年
- 莎木II

2005年
- 奇諾之旅II -the Beautiful World-（奇諾的母親）
- 義經英雄（日语：義経英雄伝）

2007年
- 奧丁領域

2008年
- 雷頓教授與最後的時間旅行（飾演角色不明）[注 1]

### 外語配音

#### 電影
- 2012
- 單刀直入（英语：A Man Apart） ※影碟版。
- 安琪狂想曲（英语：He Loves Me... He Loves Me Not (film)）
- 詹姆士·龐德大戰皇家賭場 ※影碟版。
- 何處是我家
- 旺角黑夜
- 撒哈拉
- 世貿中心

#### 電視影集
- 瑪波小姐探案（Treadwell）
- 急診室的春天（第12季：Judy、第14季：Miranda）
- 奇異果女孩（Babette Dell）
- 「法」妻
- 核爆危機（Darcy Hawkins〈April Parker Jones〉）
- 拉字至上
- 神探阿蒙 (第4季)
- 越獄風雲
- 火炬木（Vera Juarez〈Arlene Tur〉）
- 天橋驕子（Carla）[注 2]
- 美眉校探

### 舞台
- Good-bye -再見-
- 大銀杏樹下的小泉水
- 玻璃椅子
- 假面狂想曲
- 威尼斯商人
- 四人姊妹
- 說謊紳士
- 偽君子
- 我和真夜中的我
- 道化師之森

### 電視劇
- 週五Press Stage（日语：金曜プレステージ） 偵探俱樂部

### 電視廣告
- 資生堂「TSUBAKI」
- 日本惠普「Pavilion Notebook PC」

## 腳註

## 外部連結
- 一木美名子｜大澤事務所 （日語）
- 一木美名子的X（前Twitter） （日語）